# Margaret Marshall
Margaret Marshall fue una escultora estadounidense.

Al igual que Lillian Shaw, Margaret Marshall destacó por el tratamiento de terminación con pátinas de color, un delicado proceso de acabado aplicado en figuras de yeso para darles el aspecto de bronce, terracota y otros medios permanentes. En la foto aparece aplicando una pátina al grupo de atletas de escayola titulado "Cunningham in the Lead" , obra de Chaim Gross.